# Monestir de Ţipova
El monestir de Ţipova és un conjunt arquitectònic format per tres esglésies i habitacions auxiliars rupestres, situat a Ţipova, districte de Rezina, Moldàvia. Les esglésies que componen el conjunt són: l'església de la Santa Creu (segles xi i xii), l'església de Sant Nicolau (segle xiv) i l'església de l'Assumpció de Maria (segles XVI-XVIII). El conjunt té tres nivells que es comuniquen entre si amb túnels, galeries i escales. El conjunt monacal és en la riba dreta del riu Nistru, a pocs quilòmetres del poble de Ţipova, i a 40 quilòmetres de la capital, Chişinău. El conjunt està excavat a la roca de guix. La costa on es troba el conjunt té una alçada de 100 metres per damunt del nivell de l'aigua del riu. Prop del conjunt eclesiàstic hi ha els rius Nistru i Ţipova, que és un riu petit, però al seu pas per les roques forma cascades que poden arribar a tenir fins a 16 metres d'alçada. A prop del monestir es poden trobar les ruïnes d'una antiga ciutadella dàcia.

## Història
Hom creu que la primera comunitat de monjos va viure en aquest lloc abans de la fundació de l'estat medieval de Moldàvia. Sembla que els primers habitatges es varen tallar a la roca de guix entre els segles x i xi.
El lloc per construir el conjunt va ser escollit perquè és de difícil accés, i oferia protecció contra els invasors que en aquells temps creuaven la regió.
En el període comunista, el conjunt es va tancar i poc després de la independència de Moldàvia es va obrir de nou pels monjos. El 2012, al monestir hi vivien 9 monjos.

## Galeria

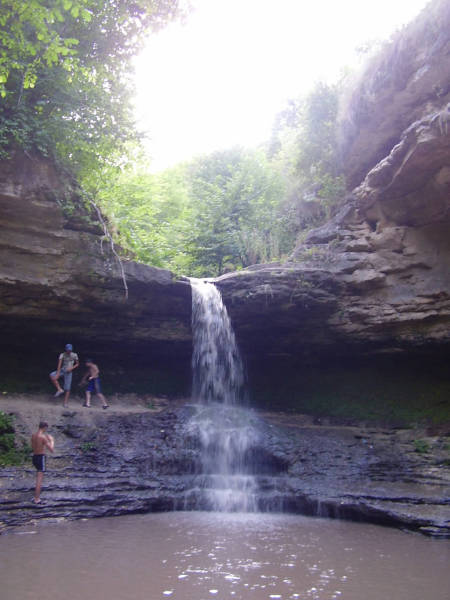
Cascada del riu Ţipova
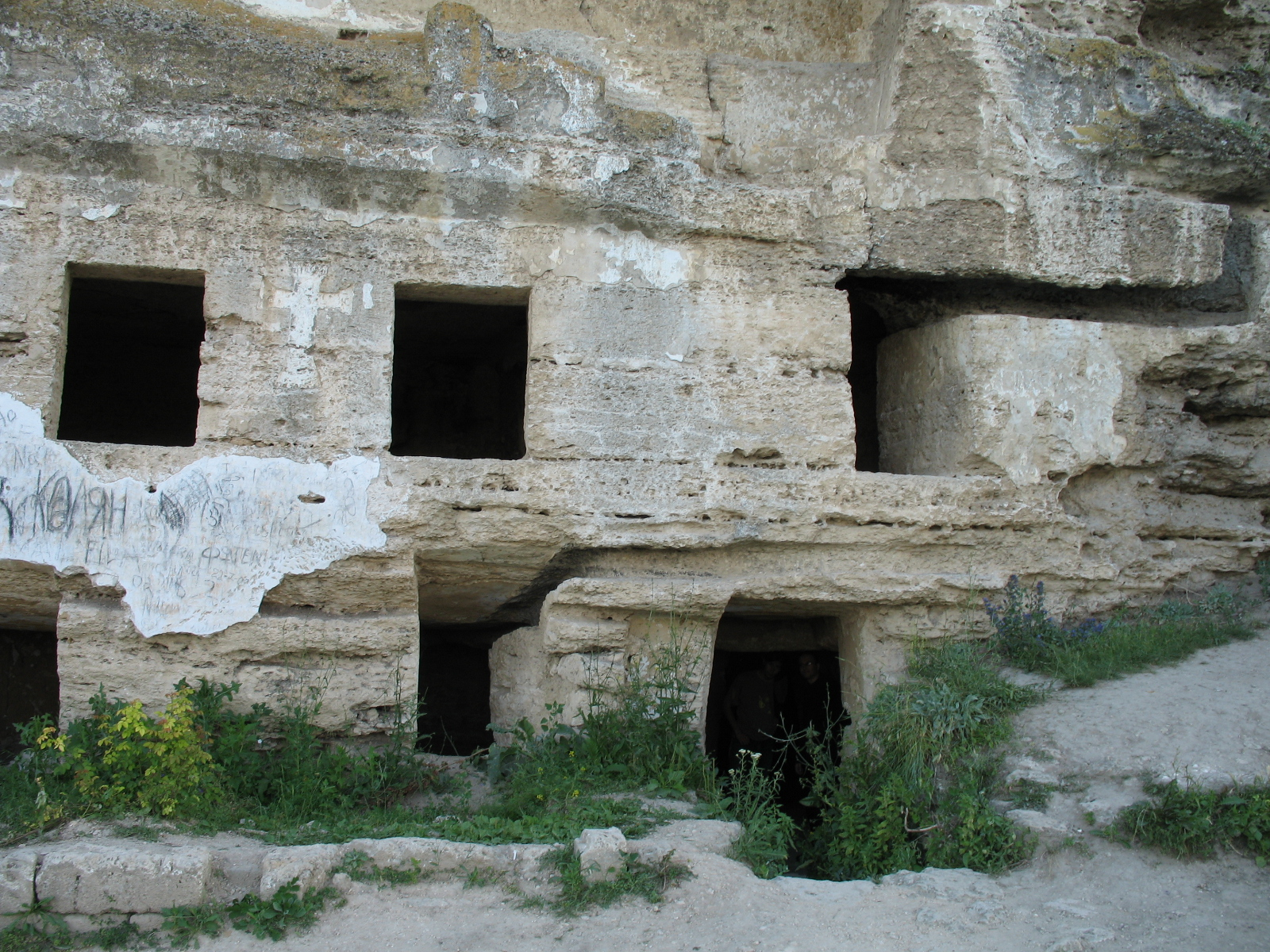
El conjunt eclesiàstic de Ţipova
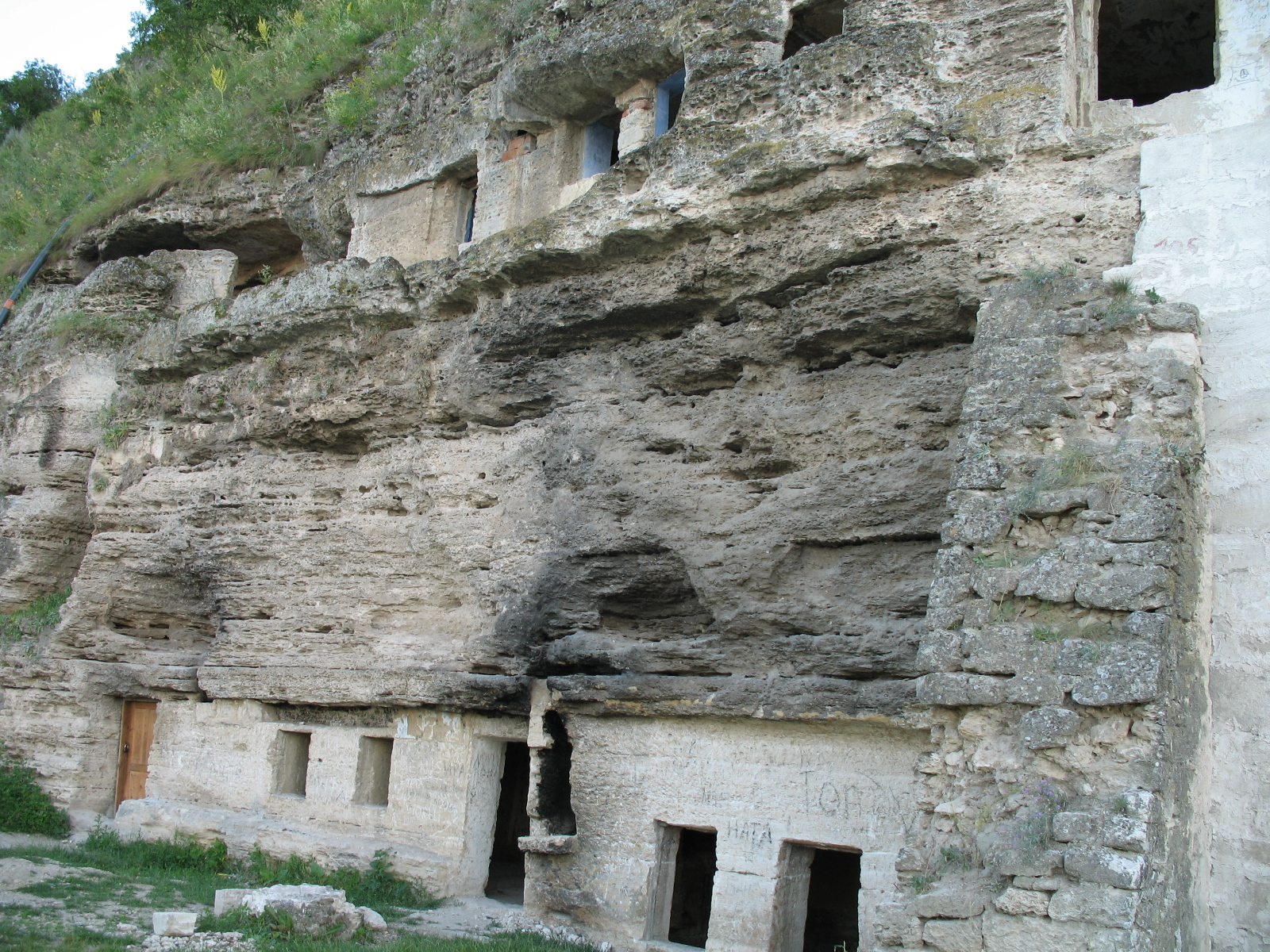
El conjunt eclesiàstic Ţipova